# اوه جونگ سه
اوه جونگ سه (کره‌ای: 오정세؛ زادهٔ ۲۶ فوریه ۱۹۷۷) بازیگر اهل کره جنوبی است. او بیشتر به خاطر ایفای نقش در وقتی کاملیا شکوفا می‌شود، لیگ جذاب و مشکلی نیست که خوب نباشی و فیلم حس و حال سئول شناخته می‌شود.

## فیلم‌شناسی

### مجموعه تلویزیونی
- وقتی کاملیا شکوفا می‌شود (۲۰۱۹)
- لیگ جذاب (۲۰۱۹)
- مشکلی نیست که خوب نباشی (۲۰۲۰)
- کارآگاه خوب (۲۰۲۰)
- هم‌اتاقی من یک گومیهو است (۲۰۲۱)، حضور افتخاری
- جیریسان (۲۰۲۱)
- دایی (۲۰۲۱)
- زنان کوچک (۲۰۲۲)
- از گور برخاسته (۲۰۲۳)
- ملکه اشک (۲۰۲۴)، حضور افتخاری
- خانه شیرین(۲٠۲۴)
- بازی مرگ(۲٠۲۴)
- وقتی ستاره ها نجوا میکنند (۲٠۲۵)
- وقتی زندگی به تو نارنگی میدهد(۲٠۲۵)
- پسر خوب(۲۰۲۵)